# Garcinia ceramica
Garcinia ceramica är en tvåhjärtbladig växtart som beskrevs av Jacob Gijsbert Boerlage. Garcinia ceramica ingår i släktet Garcinia och familjen Clusiaceae. Inga underarter finns listade i Catalogue of Life.